# William Barry
William Louis Barry (ur. 16 października 1940) – brytyjski wioślarz, srebrny medalista olimpijski.

## Kariera
Wystąpił na igrzyskach olimpijskich w Tokio w 1964, gdzie reprezentacja Wielkiej Brytanii w składzie: John Russell, Hugh Wardell-Yerburgh, William Barry i John James zdobyła srebrny medal w czwórkach bez sternika. W finale o 1,17 sekundy przegrali z Duńczykami, a o 0,90 sekundy pokonali osadę USA. Był to jego jedyny start olimpijski.
Podczas igrzysk Imperium Brytyjskiego i Wspólnoty Brytyjskiej w Perth (1962) wywalczył złoty medal w jedynkach. 
Po zakończeniu kariery był trenerem, prowadził między innymi medalistę olimpijskiego, Alana Campbella.